# Кінгслі (Айова)
Кінгслі (англ. Kingsley) — місто (англ. city) в США, в окрузі Плімут штату Айова. Населення — 1396 осіб (2020).

## Географія
Кінгслі розташоване за координатами 42°35′11″ пн. ш. 95°58′4″ зх. д. / 42.58639° пн. ш. 95.96778° зх. д. (42.586465, -95.967901).  За даними Бюро перепису населення США в 2010 році місто мало площу 4,16 км², уся площа — суходіл.

## Демографія
Згідно з переписом 2010 року, у місті мешкало 1411 особа в 563 домогосподарствах у складі 373 родин. Густота населення становила 339 осіб/км².  Було 610 помешкань (147/км²).
Расовий склад населення:
| - 98,2 % — білих - 0,6 % — вихідців з тихоокеанських островів - 0,2 % — чорних або афроамериканців - 0,1 % — корінних американців - 0,1 % — азіатів |

До двох чи більше рас належало 0,7 %. Частка іспаномовних становила 1,3 % від усіх жителів.
За віковим діапазоном населення розподілялося таким чином: 26,0 % — особи молодші 18 років, 49,8 % — особи у віці 18—64 років, 24,2 % — особи у віці 65 років та старші. Медіана віку мешканця становила 41,2 року. На 100 осіб жіночої статі у місті припадало 90,9 чоловіків;  на 100 жінок у віці від 18 років та старших — 85,8 чоловіків також старших 18 років.
Середній дохід на одне домашнє господарство  становив 71 998 доларів США (медіана — 61 161), а середній дохід на одну сім'ю — 82 427 доларів (медіана — 71 607). Медіана доходів становила 52 368 доларів для чоловіків та 37 232 долари для жінок. За межею бідності перебувало 10,5 % осіб, у тому числі 15,5 % дітей у віці до 18 років та 9,7 % осіб у віці 65 років та старших.
Цивільне працевлаштоване населення становило 717 осіб. Основні галузі зайнятості: освіта, охорона здоров'я та соціальна допомога — 31,2 %, мистецтво, розваги та відпочинок — 12,3 %, роздрібна торгівля — 10,7 %.